# Milisav Raičević
Milisav Raičević, črnogorski general, * 9. februar 1910,  Ozrinići, † 29. september 1995.

## Življenjepis
Raičević, diplomirani pravnik, sodni pripravnik, je leta 1937 postal član KPJ in leta 1941 se je pridružil NOVJ. Med vojno je bil politični komisar več enot.
Po vojni je bil načelnik Personalnega oddelka KNOJ, politični komisar Artilerijske šole, načelnik Vojaško-izdajateljskega zavoda Vojno delo,...